# کیزیل‌کیشلاجیک (آماسیه)
کیزیل‌کیشلاجیک (به ترکی استانبولی: Kızılkışlacık) یک منطقهٔ مسکونی در ترکیه است که در آماسیه واقع شده‌است.